# Ферсмолд
Ферсмолд (њем. Versmold) град је у њемачкој савезној држави Северна Рајна-Вестфалија. Једно је од 11 општинских средишта округа Гитерсло. Према процјени из 2010. у граду је живјело 21.076 становника. Посједује регионалну шифру (AGS) 5754048, NUTS (DEA42) и LOCODE (DE VED) код.

## Географски и демографски подаци
Ферсмолд се налази у савезној држави Северна Рајна-Вестфалија у округу Гитерсло. Град се налази на надморској висини од 70 метара. Површина општине износи 85,4 km². У самом граду је, према процјени из 2010. године, живјело 21.076 становника. Просјечна густина становништва износи 247 становника/km².

## Међународна сарадња
| Мјесто  | Држава | Врста сарадње | Од    |
| ------- | ------ | ------------- | ----- |
| Допчице | Пољска | партнерство   | 1994. |
| Извор   |        |               |       |